# Velafrica

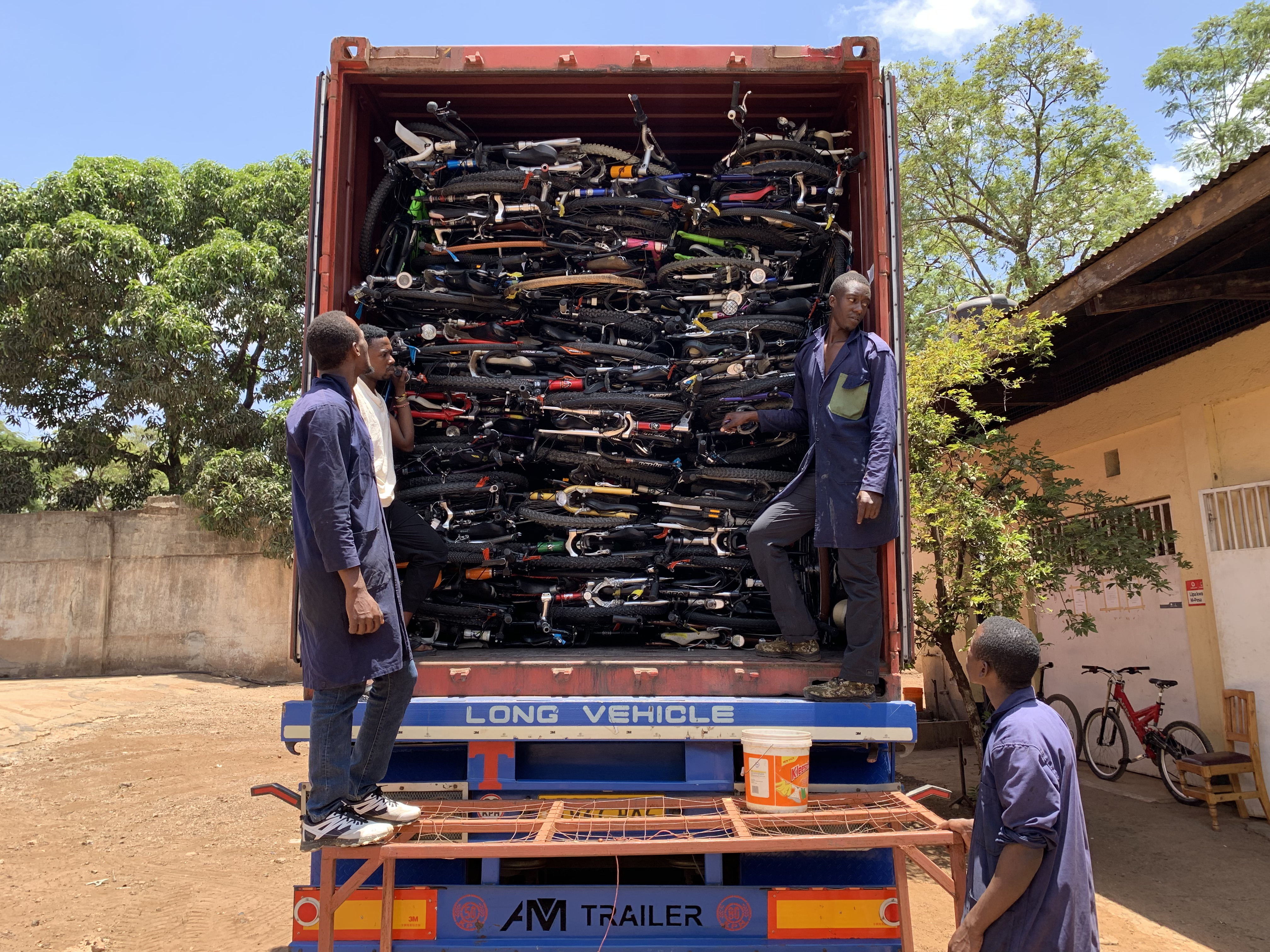
Ein Container voll mit Fahrrädern wird in Tansania entladen.

Velafrica (bis 2018 Velos für Afrika) ist eine gemeinnützige Schweizer Organisation mit Sitz im Berner Liebefeld, welche Integrationsarbeit in der Schweiz mit Entwicklungszusammenarbeit in Afrika verbindet. Seit 1993 sammelt Velafrica ausgediente Velos (Fahrräder) in der Schweiz, lässt sie in sozialen Einrichtungen instand stellen, exportiert sie zu seinen Partnern nach Afrika und fördert so nachhaltige Velomobilität vor Ort. Gründer ist Paolo Richter, der für sein Engagement mehrere Preise erhalten hat.

## Organisation

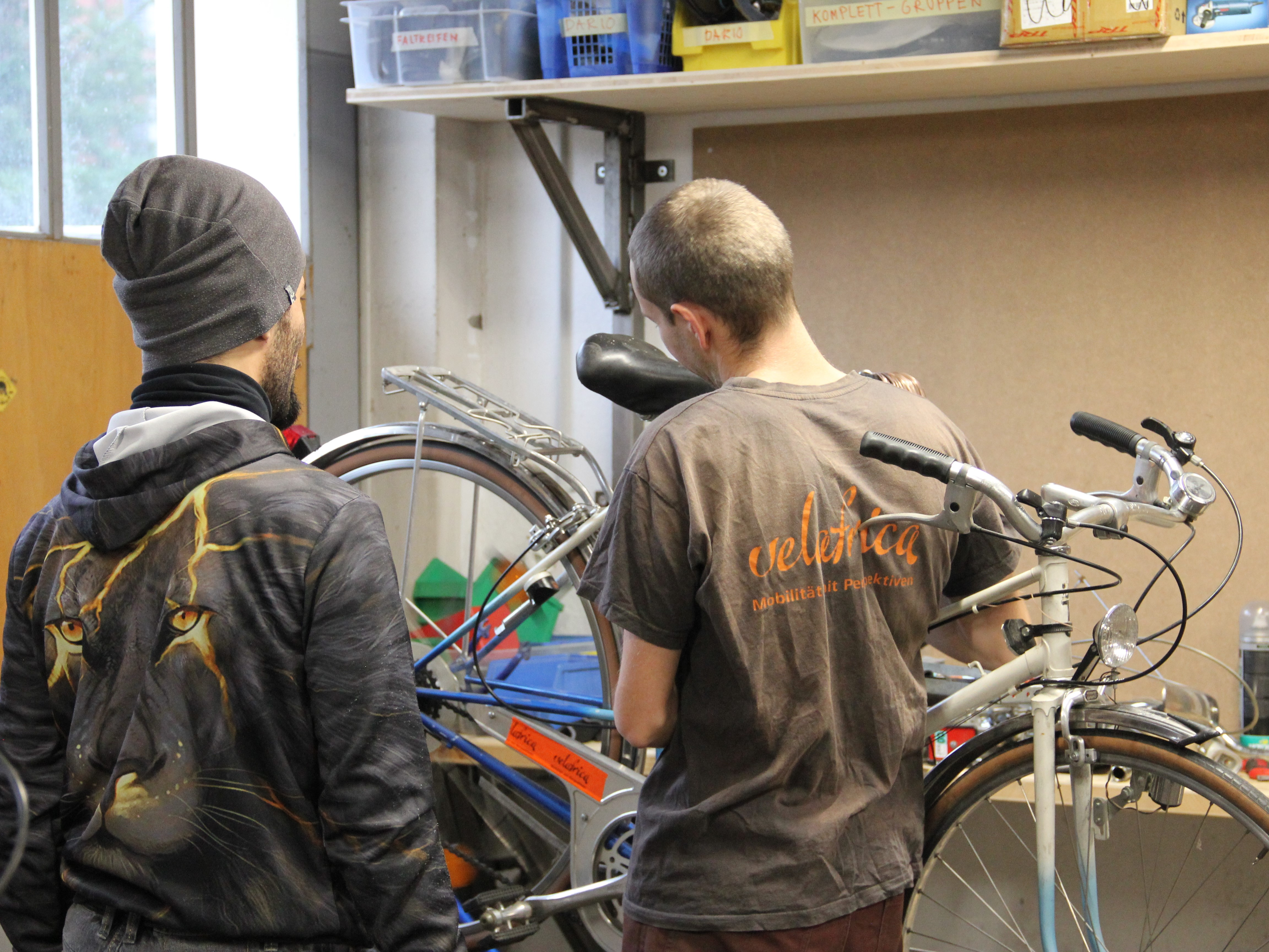
Freiwilligenwerkstatt von Velafrica in der Schweiz

Als Antwort auf die hohe Arbeitslosigkeit Anfang der neunziger Jahre gründete Paolo Richter 1993 das Arbeitsintegrationsprojekt «Drahtesel». Daraus heraus ist Velafrica entstanden: Zuerst als ein Projekt des Drahtesels, später als eigenständiges Unternehmen der Stiftung Sinnovativ.
Velafrica hat als erste Organisation in der Schweiz die Integration Erwerbsloser mit Entwicklungszusammenarbeit und ökologischen Aufgaben verbunden und ist heute die grösste Velorecycling-NGO dieser Art. An rund 300 Sammelstellen werden schweizweit ausgediente Velos entgegengenommen und in 40 Partnerwerkstätten verarbeitet. Erwerbslose und Menschen mit Beeinträchtigungen setzen die gespendeten Velos instand und bereiten sie für den Export vor. Pro Jahr werden über 25‘000 Velos zu den verschiedenen Partnerorganisationen in Afrika verschifft.

## Tätigkeiten in Afrika

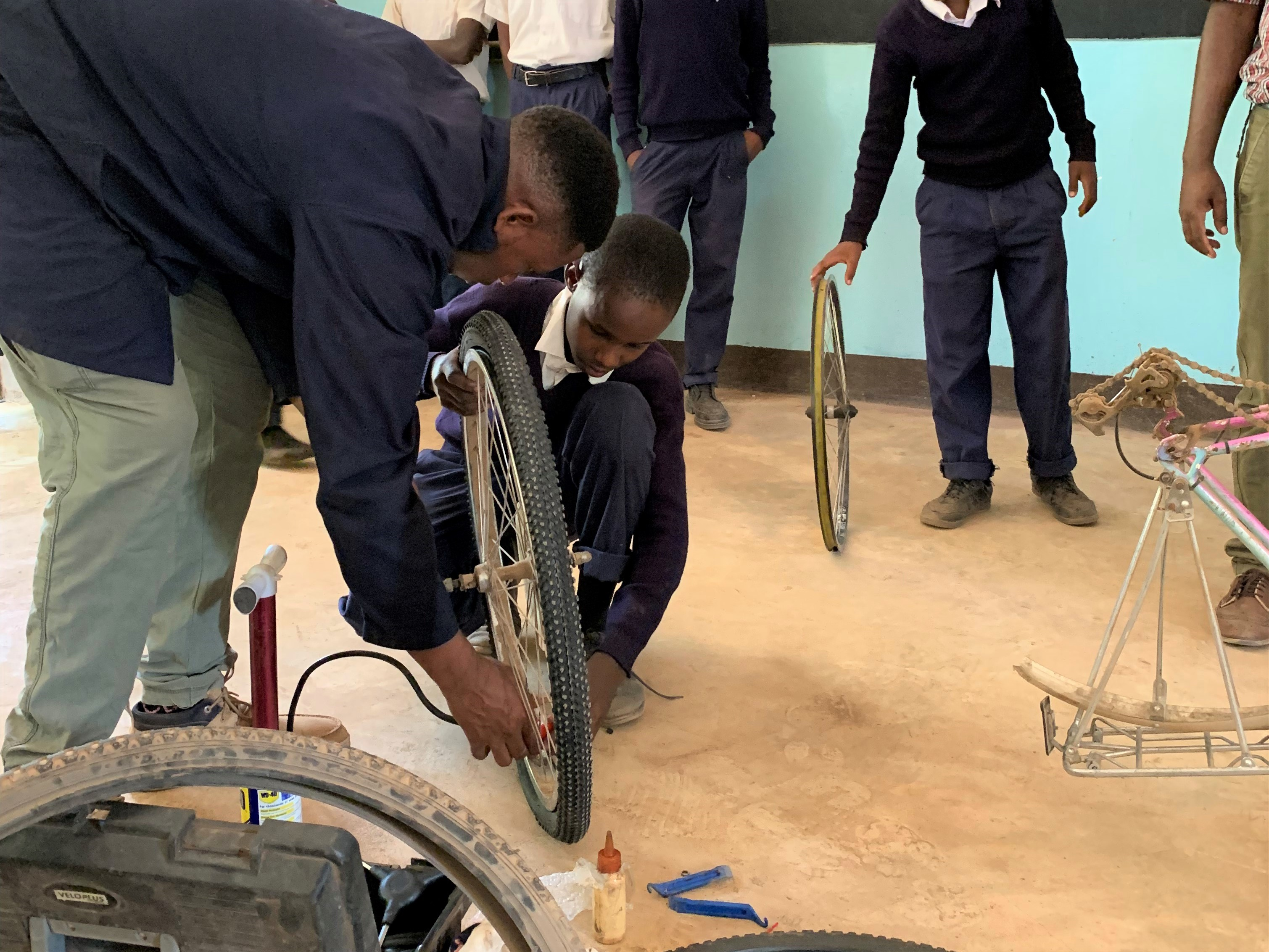
Flying mechanics in Tansania

Die Schweizer Non-Profit-Organisation arbeitet mit Partnern in Tansania, Burkina Faso, Madagaskar, Elfenbeinküste, Südafrika, Gambia und Ghana zusammen. Vor Ort verbessern die Recycling-Velos aus der Schweiz den Zugang zu Einkommen, Bildung, Gesundheits- und Wasserversorgung und tragen zur Reduktion der Armut bei. Seit 1993 erleichtern über 300‘000 Velos das Leben ihrer neuen Besitzer in Afrika. Gemeinsam mit seinen Partnerunternehmen baut Velafrica Velozentren mit Arbeits- und Ausbildungsplätzen auf. Leute mit Berufsabschluss haben bessere Perspektiven und können ein eigenständiges Leben führen, zum Beispiel eine eigene Velowerkstatt eröffnen oder als Velomechaniker selbständig werden. Dort absolvieren jährlich bis zu 100 Jugendliche eine Ausbildung in Velomechanik. In den Velowerkstätten entstehen Jobs in Reparatur und Verkauf. Spezielle Programme fördern die Velomobilität von Frauen und Kindern.

## Tätigkeiten in der Schweiz
Velafrica arbeitet eng mit anderen sozialen Institutionen, Velowerkstätten und gemeinnützigen Vereinen in der ganzen Schweiz zusammen. Diese sammeln Velos, stellen sie für den Export nach Afrika instand, verladen sie teilweise direkt in die Container oder demontieren Ersatzteile. Die meisten der Partner bieten Integrationsarbeitsplätze für Erwerbslose oder benachteiligte Menschen an. So entstehen sinnvolle Arbeitsinhalte im sozialen Bereich für rund 360 Menschen. 
Im 2015 startete Velafrica ein Integrationsprojekt für anerkannte und vorläufig aufgenommene Flüchtlinge. In der Werkstatt im Liebefeld bereiteten zwischenzeitlich 20 Teilnehmer die gespendeten Velos für den Transport nach Afrika vor. Sie lernten Reparaturen durchzuführen und packten im Lager oder beim Containerverlad mit an und lernten dabei Deutsch. Das Projekt wurde mittlerweile eingestellt. Im Dezember 2013 eröffnete Velafrica am Egelsee eine offene Velowerkstatt, um durch die Arbeit am Velo Raum für Begegnung zu schaffen und eine Durchmischung der Gesellschaft zu fördern. Die «Velowerkstatt am See» wurde 2024 mit einem Berner Nachhaltigkeitspreis ausgezeichnet. Das Projekt läuft in Zusammenarbeit mit dem Roten Kreuz und Caritas.

## Auszeichnungen
Für ihr Schaffen sind der Drahtesel und Velafrica mehrfach ausgezeichnet worden: 2002 mit dem Nord-Süd-Preis des Romero-Hauses und 2007 mit dem Sozialpreis der Bürgi-Willert-Stiftung. Paolo Richter erhielt 2009 von der Schwab Foundation die Auszeichnung «Swiss Social Entrepreneur of the Year» und ist 2015 von Ashoka als «Swiss Changemaker» anerkannt worden. 2016 wurde Velafrica von Swiss Re als Charity of the Year gewählt und für sein innovatives Modell zur Förderung von sozialen Unternehmen in Afrika mit dem Seif-Label ausgezeichnet. Im Jahr 2017 zeichnet die Drosos Stiftung Velafrica für innovative Arbeitsintegration von Personen aus dem Migrationsbereich und jungen Erwachsenen aus.
Velafricas Berufsbildungsprogramm in Velomechanik in Burkina Faso gewann 2024 den Enterprize International., der von Bundesrat Guy Parmelin überreicht wurde. Das Berufsbildungsprogramm überzeugte die Jury unter anderem wegen der Übertragbarkeit auf andere Branchen und Länder.